# Neuroleon (Neuroleon) mavromustakisi
Neuroleon (Neuroleon) mavromustakisi is een insect uit de familie van de mierenleeuwen (Myrmeleontidae), die tot de orde netvleugeligen (Neuroptera) behoort. 
Neuroleon (Neuroleon) mavromustakisi is voor het eerst wetenschappelijk beschreven door Navás in 1931.